# Bahnstrecke Branderup–Osterterp
| Streckenlänge: | 6 km                |                                        |                                        |
| Spurweite: | 1000 mm (Meterspur) |                                        |                                        |
| |                     |                                        |                                        |
| \| \| \| Haderslebener Kreisbahn von Scherrebek \| \| \| \| 0 \| Branderup Mühle \| Branderup Mühle \| \| \| \| Haderslebener Kreisbahn nach Ustrup \| \| \| \| \| Kiesgrube \| \| \| \| \| Apenrader Kreisbahn von Haberslund \| \| \| \| 6 \| Osterterp \| Osterterp \| \| \| \| Apenrader Kreisbahn nach Lügumkloster \| \| |                     |                                        |                                        |
| Strecke (außer Betrieb) |                     | Haderslebener Kreisbahn von Scherrebek | Haderslebener Kreisbahn von Scherrebek |
| Bahnhof (Strecke außer Betrieb) | 0                   | Branderup Mühle                        | Branderup Mühle                        |
| Abzweig geradeaus und nach links (Strecke außer Betrieb) |                     | Haderslebener Kreisbahn nach Ustrup    | Haderslebener Kreisbahn nach Ustrup    |
| Blockstelle (Strecke außer Betrieb) |                     | Kiesgrube                              | Kiesgrube                              |
| Abzweig geradeaus und von links (Strecke außer Betrieb) |                     | Apenrader Kreisbahn von Haberslund     | Apenrader Kreisbahn von Haberslund     |
| Bahnhof (Strecke außer Betrieb) | 6                   | Osterterp                              | Osterterp                              |
| Strecke (außer Betrieb) |                     | Apenrader Kreisbahn nach Lügumkloster  | Apenrader Kreisbahn nach Lügumkloster  |

Die Bahnstrecke Branderup–Osterterp (dänisch Branderup–Øster Terp) war eine schmalspurige Militärbahn nördlich der heutigen deutsch-dänischen Grenze in Nordschleswig. Sie wurde 1916 erbaut und verband Osterterp an der Apenrader Kreisbahn (dänisch Aabenraa Amts Jernbaner) mit Branderup an der Haderslebener Kreisbahn (dänisch Haderslev Amts Jernbaner). Nach dem Ende des Ersten Weltkrieges wurde die Strecke nicht mehr benötigt und 1919 stillgelegt. Nur in diesen drei Jahren waren die beiden schmalspurigen Privatbahnnetze Jütlands miteinander verbunden.

## Geschichte
Während des Ersten Weltkrieges spielten die Apenrader Kreisbahn und die Haderslebener Kreisbahn eine bedeutende Rolle für das Militär bei der Sicherung einer Verteidigungslinie in Südjütland. Es wurde von deutscher Seite ein englischer Angriff auf die Westseite Jütlands befürchtet. Deshalb war es wichtig, einige Orte mit den vorhandenen Bahnen zu verbinden. Es wurden die nur sechs Kilometer auseinanderliegenden Orte Osterterp und Branderup Mühle ausgewählt, die 1916 mit einer Schmalspurbahn mit der gleichen Spurweite die die Kreisbahnen (1000 mm) verbunden wurden. Die Strecke errichteten englische und später deutsche Kriegsgefangene.
Dazu wurde im Bahnhof Osterterp ein zusätzliches 115 Meter langes Nebengleis gebaut, das nur militärischen Zwecken diente. Die Strecke führte in östlicher Richtung und ab dem heutigen Versammlungshaus nach Norden. Nach der Straßenkreuzung nach Bedsted begann ein aufgeschütteter Bahndamm. Von Osterterp führte die Strecke erst nach Nordosten und anschließend nach Norden, vorbei an Baulund, und von dort parallel mit der Strecke Oberjersdal–Toftlund nach Südosten bis Branderup Mühle. Ganz in der Nähe von Osterterp lag die Kiesgrube, die für den Bau der Strecke das Material lieferte.
Im gleichen Zusammenhang wurde eine 22 Kilometer lange militärische Strecke von Branderup Mühle über Arrild nach Döstrup errichtet.

## Verkehr
Der Betrieb auf der Strecke wurde mit Lokomotiven und Wagen der Apenrader Kreisbahn durchgeführt. Allerdings gibt es über den Zugbetrieb keine konkreten Angaben. Nachgewiesen ist, dass am 12. September 1917 gemäß einer Anweisung der Transportleitung in Haberslund ein Zug mit zwei Lokomotiven, zehn Personenwagen und zwei Güterwagen zur Beförderung von Kriegsgefangenen aus Apenrade zu einem Gefangenenlager in der Nähe von Toftlund verkehrte.
Der Verkehr auf der Strecke wurde von den Bahnhöfen Osterterp und Apenrade gesteuert. Am 29. März 1917 verhandelte die Transportleitung des Heeres mit den Kreisbahnverwaltungen. Dabei ging es um die Übernahme des Betriebs auf der Strecke sowie ein Budget für den Betrieb und eine Haftungsfreistellung für die Kreisbahnverwaltungen. Diese Vereinbarung wurde am 2. April 1917 getroffen.
Für die Strecke Branderup–Osterterp wurde es für notwendig erachtet, einen Weichensteller mit einem Jahreslohn von 1800 Mark, einen Lokführer namens Weber mit einem Jahreslohn von 2550 Mark und einen Heizer namens Knudsen mit einem Jahreslohn von 2200 Mark einzusetzen. Hierzu kam das Gehalt eines Bahnmeisters, eines Baumeisters mit 1800 Mark und sechs Streckenarbeiter mit je 1500 Mark. Zugführer Desler erhielt in etwa 2000 Mark, so dass jährlich alle Lohnausgaben mit 20.394 Mark angesetzt wurden.
Nach dem Kriegsende 1918 wurde die Strecke für den Abtransport nicht mehr benötigter Waffen und Baumaterialien genutzt. Am 6. Januar 1919 wurde festgestellt, dass die Bahnstrecke Branderup–Osterterp nicht länger für den Betrieb notwendig wäre, deshalb könne sie abgebaut werden. Kurz danach wurden die Schienen entfernt und Richtung Süden abtransportiert. Sie sollen nach Ägypten verkauft worden sein.
Ein einziger ziviler Transport vor der Schließung ist bekannt. Der Landwirt Martin Refslund Poulsen in Baulund ließ sich mit der Bahn eine Erntemaschine liefern. Dazu wurde ein provisorisches Zufahrtsgleis zu seinem Bauernhof gelegt.

## Reste der Strecke
Heute sind noch Spuren der Strecke zu finden. Die Kiesgrube ist vorhanden und der Bahndamm wurde bepflanzt. Dort wurde ein sichtbares Denkmal, ein Stein mit der Jahreszahl „1916–1917“ gefunden. Es war umgestürzt, sollte aber gehoben und am Versammlungshaus aufgestellt werden.